# 素浪人罷通る
『素浪人罷通る』（すろうにんまかりとおる）は1947年10月28日に公開された日本映画。監督は伊藤大輔。製作は大映。

## 概要
昭和22年（1947年）、日本映画において時代劇の制作方法では、剣戟（チャンバラ）がGHQの指令により禁止されていた。
伊藤大輔は、制約された環境の中で、時代劇の面白さを明かすことを課題として、戦後第一作時代劇として本作を撮った。
これまで自身の監督作品の殆どにおいて、脚本も担当していた伊藤は今回の脚本担当に八尋不二を起用した。
天一坊事件を「封建制度の轍の下に圧し潰された　罪無き人の子の記録」（本編字幕）という視座で映画化している。
昭和5年（1930年）の伊藤監督作品『続大岡政談　魔像篇第一』に感動して活動大写真に魅了された加藤泰（当時加藤泰通）は、本作において崇拝していた伊藤の助監督となったが、「先生の若さに驚きました」（『時代劇映画の詩と真実』）と語っている。

## 物語
本作の物語は、天一坊が徳川吉宗の実子と言う設定である。山伏宝沢は実父が徳川八代将軍吉宗と聞かされ、天一坊と改名し、江戸城に対し親子対顔を願い出る。徳川九代将軍への野望は微塵も無く、未だ見たことがない実父に会いたいという純粋な希望を持つのみであったが、老中松平伊豆守は御落胤としての真偽に関わりなく、幕府の権威を守る為に、天一坊を罪人として捕えようとする。
天一坊の純真な心に感動した浪人山内伊賀亮は、彼に仕え主人を幕府の陰謀から守る為に立ち上がった。

## スタッフ
- 監督：伊藤大輔
- 脚本：八尋不二
- 企画：清水龍之介
- 撮影：川崎新太郎
- 美術：角井平吉
- 音楽：西梧郎
- 録音：海原幸夫

## キャスト

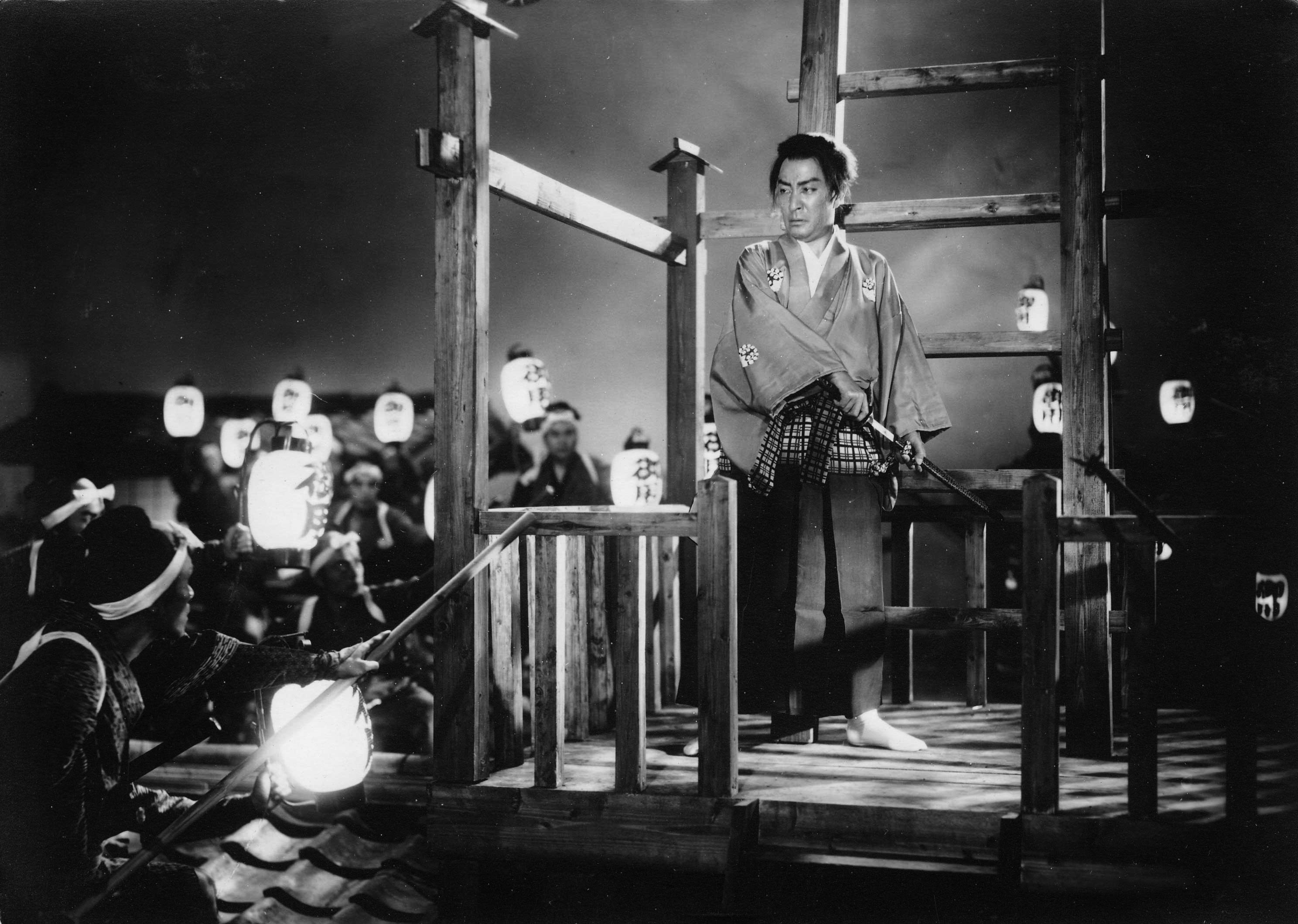
阪東妻三郎

- 山内伊賀亮：阪東妻三郎
- 徳川吉宗：守田勘彌
- 松平伊豆守：大友柳太郎
- 白石治右衛門：阿部九州男
- 天一坊：片山明彦
- 大岡越前守：小堀誠
- 奥平出羽守：嵐徳三郎
- 安藤対馬守：南部彰三
- 稲葉右京太夫：原聖四郎
- 高坂織部：大隅一郎
- 小酒井修理：八坂秀彦
- 阿部式部：小川隆
- 常楽院天忠：荒木忍
- 赤川大膳：寺島貢
- 藤木左京：上田寛
- 松倉長右衛門：光岡龍三郎
- 相良伝八郎：伊達三郎
- 壱岐友之丞：島田照夫
- 滝川岡右衛門：満井龍
- 荒木田行成：葉山富之輔
- 新八：市川左正
- 一山：堀北幸夫
- 乙雲：清水彰
- 山城屋総兵衛：若杉文男
- もめんや佐助：菊野昌世士
- 藤屋彦助：大川原左雁次
- お千枝：喜多川千鶴
- 三吉：沢村マサヒコ（現・津川雅彦）
- 小金吾：柳美恵子
- お春：平井岐代子